# Alexandr Černý
Alexandr Černý (* 14. září 1954) je bývalý český fotbalista, útočník.

## Fotbalová kariéra
V československé lize hrál za TJ SU Teplice. Nastoupil ve 30 ligových utkáních a dal 4 góly. Do Teplic přišel z Děčína. O větší počet ligových utkání jej připravilo dlouhodobé zranění, které mu způsobil hrubým faulem obránce Slavie Biroš. Ve druhé nejvyšší soutěži hrál i za Spartak Hradec Králové.

## Ligová bilance
| Ročník                                   | Zápasy | Góly | Klub                   |
| ---------------------------------------- | ------ | ---- | ---------------------- |
| 1. československá fotbalová liga 1976/77 | 5      | 0    | SU Teplice             |
| 1. československá fotbalová liga 1977/78 | 18     | 3    | SU Teplice             |
| 1. československá fotbalová liga 1978/79 | 7      | 1    | SU Teplice             |
| Česká národní fotbalová liga 1979/80     | -      | -    | SU Teplice             |
| Česká národní fotbalová liga 1980/81     | 1      | 0    | SU Teplice             |
| Česká národní fotbalová liga 1981/82     | 1      | 0    | SU Teplice             |
| Česká národní fotbalová liga 1981/82     | 10     | 3    | Spartak Hradec Králové |
| Česká národní fotbalová liga 1982/83     | 14     | 0    | Spartak Hradec Králové |
| CELKEM 1. liga                           | 30     | 4    |                        |